# Lumia Beta Apps
Lumia Beta Apps était un site web de Microsoft Mobile où étaient disponibles pour le téléchargement public les logiciels qui sont jugés assez mûrs pour être testés sur les téléphones mobiles et smartphones équipés des systèmes d'exploitation Symbian puis Windows Mobile et Windows Phone.

## Vue d'ensemble
Les applications fournies par le site sont en cours de développement (versions "beta") mais sont considérées comme suffisamment « mûres » pour être exploitées par les utilisateurs. N'importe qui pouvait soumettre un commentaire au sujet des applications, commentaire qui est transmis à l'équipe de développement. Après une période d'essai, une application reçoit un « diplôme » lorsqu'elle est considérée comme version définitive ; elle est alors déplacée dans les archives. 
En 2008 environ 100 000 personnes participent aux tests des applications, un an après le lancement du site.

## Histoire
Le site a été lancé le 16 avril 2007 en tant que page liant à d'autres applications Nokia en bêta version comme Sportstracker, Wellness Diary et WidSets,. Le 13 août 2007, l'employé Tommi Vilkamo prend la direction du blog et annonce la rénovation du site.